# Красный Холм (Вологодская область)
Красный Холм — деревня в Шекснинском районе Вологодской области.
Входит в состав сельского поселения Железнодорожного, с точки зрения административно-территориального деления — в Железнодорожный сельсовет.
Расстояние по автодороге до районного центра Шексны — 20 км, до центра муниципального образования Пачи — 2 км.
По переписи 2002 года население — 4 человека.